# ساراباند

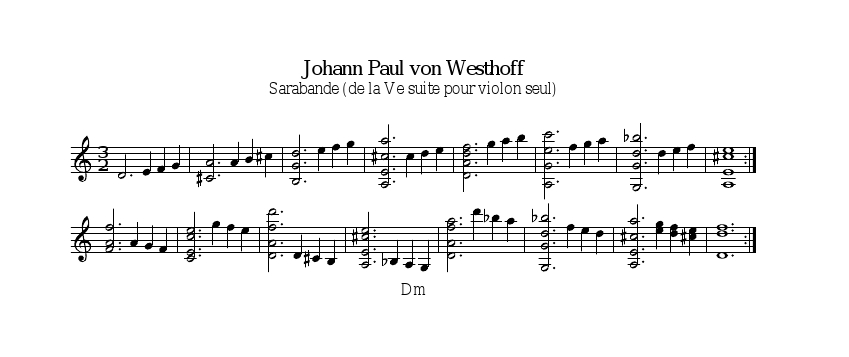
نوعی رقص کلاسیک با ریتم سه ضربی

ساراباند (انگلیسی: sarabande، اسپانیایی: zarabanda، ایتالیایی: sarabanda) نوعی رقص کلاسیک است که ریتم سه‌ضربی با تأکید قوی بر دومین ضربش دارد و به عنوان رقصی باوقار و آرام شناخته می‌شود. ساراباند یکی از چهار رقصِ اصلیِ سوییت باروک است.
در اصل این رقص، حرکاتی زنانه بود و فقط توسط زن‌ها اجرا می‌شد اما بعداً در فرانسه هم به وسیله زن‌ها و هم به وسیله مردها اجرا می‌شد.

## پیشینه
این نوع موسیقی هم حس خوش و لذت‌بخشی به مردم می‌داد و هم حس رخوت و سبک‌سری که چندان رضایت‌بخش نبود. به طوریکه فیلیپ دوم، پادشاه وقت اسپانیا، در سال ۱۵۸۳ با این پندار که این رقص حالتی شیطانی دارد، آن را ممنوع اعلام کرد.
ساراباند در سال ۱۶۳۵، توسط کاردینال فرانسوی ریشل، به منظور شادی بخشیدن و خشنود کردن ملکه فرانسه و مادر لویی شانزدهم، برایشان اجرا شد و این سبب معرفی این رقص در فرانسه گردید.
این‌طور به نظر می‌رسد که ساراباند برای آخرین بار در جشنِ «دوک بورگوندی» در سال ۱۶۹۷ در ورسای به عنوان یک رقص اجتماعی اجرا شد.
اگرچه این حرکت همچنان راه خودش را در تئاتر و باله ادامه داد. رقصهایی مثل «چاکونا» (Chacona) که به خواهرِ ساراباند هم معروف است، «جاکارا» (Jacara)، «راسترو» (Rastro) و «تاراگا» (Tarraga) و نیز از رقص‌های تئاتری دیگر قرن شانزدهم و هفدهم، «اسکارامان» (Escarraman) و «سورونگو» (Zorongo) هم اساساً شبیه به ساراباند هستند.